# الدوري البلغاري الممتاز 1975-76
الدوري البلغاري الممتاز 1975-76 (بالبلغارية: „А“ група 1975/76)‏ هو الموسم 52 من الدوري البلغاري الممتاز. أشرف على تنظيمه اتحاد بلغاريا لكرة القدم، وكان عدد الأندية المشاركة فيه 16، وفاز فيه سسكا صوفيا.